# Jacob Barata
Jacob Barata (Belém, 13 de agosto de 1932 — Rio de Janeiro, 27 de dezembro de 2023) foi um investidor, empresário e banqueiro brasileiro, de origem judaica-sefardita, no ramo de transporte rodoviário de passageiros, sócio fundador do Grupo Guanabara.

## Biografia
Começou no setor de transporte aos 18 anos, no início dos anos 1950. Foi motorista da linha Madureira–Irajá, no Rio de Janeiro. Quando adquiriu sua primeira lotação, um Chevrolet de dez lugares, tornou-se o pioneiro na ligação Zona Oeste–Centro da cidade.
Em 1955, com o fim das permissões para operar os serviços de lotação, abriu, com três sócios, a Viação Elizabeth. Dois anos depois, fundou sua primeira empresa, a Viação Rosane (nome de sua filha). Expandiu seus investimentos ao longo dos anos, tanto no segmento de transportes quanto no bancário, hoteleiro e nas revendas Mercedes-Benz, criando o Grupo Guanabara. A construção de sua sede própria foi feita na avenida Brasil em um prédio de arquitetura moderna e premiada. Foi um notório empresário do ramo rodoviário e dono de um dos maiores conglomerados de transporte de passageiros do Brasil nos segmentos rodoviário e urbano, com cerca de 20 mil colaboradores e frota de seis mil ônibus, que transportam mais de três milhões de passageiros por dia, além de um banco, o Banco Guanabara, concessionárias, operadora de turismo e imóveis.

## Morte
Morreu, em 27 de dezembro de 2023, aos 91 anos, por falência múltipla dos órgãos.